# Raoul Dautry
Pour les articles homonymes, voir Dautry.
 (mai 2021).
Raoul Dautry est un ingénieur, dirigeant d'entreprises publiques et homme politique français, né le 16 septembre 1880 à Montluçon (Allier) et mort le 21 août 1951 à Lourmarin (Vaucluse).

## Biographie

### Jeunesse et études
Raoul Dautry étudie à l'École polytechnique (promotion X1900).

### Parcours professionnel
Il entame une carrière à la Compagnie des chemins de fer du Nord.

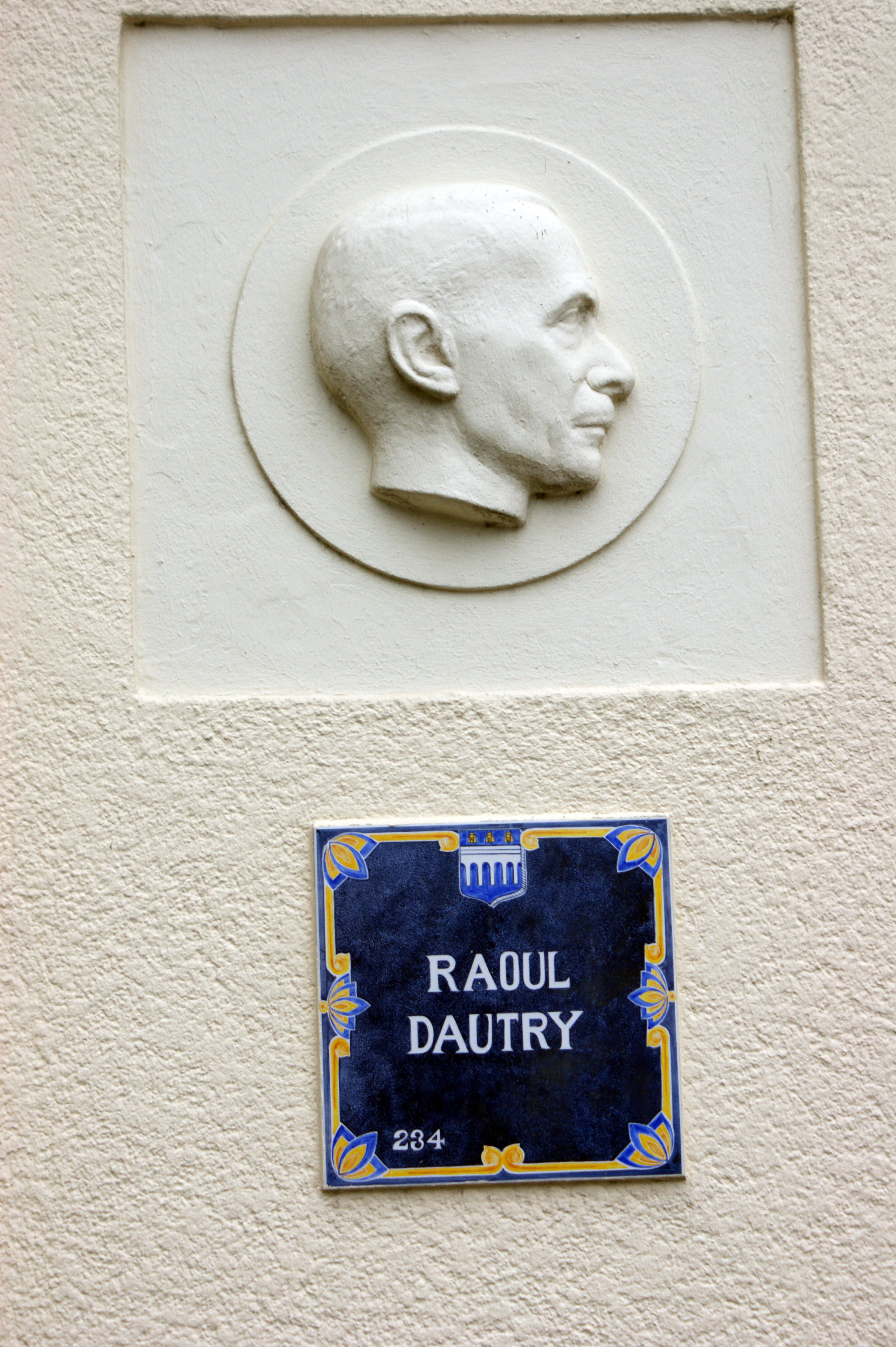
Sur la gare de Barentin.

Il met au point en 1914 un système de circulation des trains permettant aux renforts de se rendre sur le front de l'Est (bataille de la Marne). Il crée la « voie des cent jours » au départ de Beauvais. Enseignant à côté de ses obligations professionnelles à l'E.S.T.P., il occupe d'importantes fonctions dans les chemins de fer. Ingénieur en chef de la Compagnie des chemins de fer du Nord, il fait réaliser des cités-jardins pour les cheminots, la plus importante étant celle de Tergnier. Il est ensuite directeur général de l'administration des chemins de fer de l'État de 1928 à 1937. Lors de la création de la Société nationale des chemins de fer français (SNCF) en 1938, il devient membre de son conseil d'administration.
Dautry est ministre de l'Armement du 20 septembre 1939 au 16 juin 1940 (gouvernement Édouard Daladier et gouvernement Paul Reynaud). Il obtient l'accord de Daladier pour envoyer une mission en Norvège chercher le stock disponible d'eau lourde convoitée par les Allemands. Il veille à ce que, en pleine débâcle, ce stock d'eau lourde française soit envoyé en Angleterre : le 18 juin 1940, Hans von Halban et Lew Kowarski quittent le port de Bordeaux à bord du Broompark, emportant avec eux le stock d’eau lourde vers la Grande-Bretagne.
Pendant l'Occupation, il se retire dans sa maison de Lourmarin (Vaucluse), et ne prend pas part à la vie politique. Il donne alors des cours à l'École libre des sciences politiques, où il succède à Suzanne Basdevant, interdite d'enseigner par les nazis.
On peut le voir jouer son propre rôle de ministre de l'armement dans le film (mi fiction, mi documentaire) de Jean Dréville, intitulé la Bataille de l'Eau Lourde tourné en 1948 où figurent un grand nombre de protagonistes réels de cet évènement historique.
À la Libération, il est nommé ministre de la Reconstruction et de l'Urbanisme dans le Gouvernement provisoire de la République française (GPRF) du général de Gaulle du 16 novembre 1944 au 20 janvier 1946. C'est à cette occasion qu'il demande à l'architecte Auguste Perret et à son bureau d'études de dresser des plans pour reconstruire la ville du Havre. Par la suite, il devient administrateur général du Commissariat à l'énergie atomique (CEA). C'est lui qui choisit le site du centre CEA de Saclay dont Auguste Perret dessine les plans des futurs bâtiments.
En 1946, il est élu à l'Académie des sciences morales et politiques.
Malgré les absences régulières exigées par ses responsabilités nationales, il a été un maire très actif de Lourmarin (Vaucluse), de 1945 jusqu'à sa mort. Les Lourmarinois lui doivent notamment la mise en place d'un réseau d'adduction d'eau potable très précoce pour l'époque, et des projections urbanistiques (déviation pour un contournement de l'agglomération, notamment), qui ne se concrétiseront parfois que plus tard . Il repose au cimetière de Lourmarin.
Il a été nommé grand officier de la Légion d'honneur. Son épouse est décédée en 1962.

## Distinctions
- Grand officier de la Légion d'honneur (1938)

## Hommages
- Le nom de place Raoul-Dautry a été donné à une place parisienne située devant la gare Montparnasse, compte tenu du rôle qu'il a joué dans le développement ferroviaire en France.
- Un boulevard porte également son nom à Lourmarin (Vaucluse), dont il fut le maire visionnaire de l'immédiat après-guerre.
- Une place porte son nom à Tergnier (Aisne), ville où il a organisé et dirigé, après la Première Guerre mondiale, la reconstruction de la cité des cheminots. Une cité-modèle qu'il reproduira 31 fois pour la Compagnie des Chemins de Fer du Nord.
- Une rue porte son nom à Gif-sur-Yvette, ville voisine du centre CEA de Saclay.
- Un lycée scientifique et technologique porte son nom à Limoges[7].
- Un stade, ainsi qu'une rue portent aussi son nom à Ermont (Val-d'Oise).
- Une école primaire porte son nom à Limoges.
- La place de la gare d'Auray porte son nom.
- Un boulevard porte son nom à Pierrelatte (Drôme).
- La promotion 1956-1957 du Collège d'Europe porte son nom[8].
- Une avenue porte son nom à Sevran (Seine-Saint-Denis).